# Il caso del giurato Morestan
Il caso del giurato Morestan (Gribouille) è un film del 1937 diretto da Marc Allégret.